# Studio Eight Productions
Studio Eight Productions (スタジオ８プロ, Sutajio Eito Puro) est une société de production de film japonaise créée en octobre 1950 par les réalisateurs Heinosuke Gosho et Shirō Toyoda, le directeur de la photographie Mitsuo Miura, et les écrivains Jun Takami, Junji Kinoshita et Sumie Tanaka. 

## Histoire

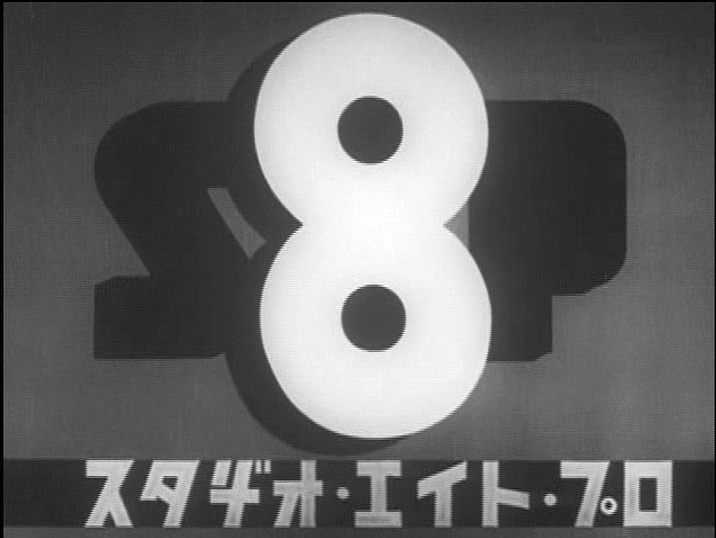
Logo de Studio Eight Productions dans le générique de Nuages épars (1951)

En 1948, suite la grève qui aboutira à une scission de la Tōhō et à la création d'une nouvelle société, la Shintōhō, Heinosuke Gosho, un des leaders de cette grève, se retrouve sans emploi pendant deux ans. Il finit par choisir l'indépendance vis-à-vis des studios en fondant en octobre 1950 sa propre société, Studio Eight Productions (c'est bien le nom anglais qui est utilisé) avec le directeur de la photographie Mitsuo Miura, le réalisateur Shirō Toyoda, les écrivains Jun Takami, Junji Kinoshita et Sumie Tanaka,.
Nuages épars en 1951 est le premier film produit par cette société qui fermera ses portes en 1954.

## Films produits
- 1951 : Nuages épars (わかれ雲, Wakare-gumo?) de Heinosuke Gosho
- 1952 : L'Agitation du matin (朝の波紋, Asa no hamon?) de Heinosuke Gosho
- 1953 : Là d'où l'on voit les cheminées (煙突の見える場所, Entotsu no mieru basho?) de Heinosuke Gosho
- 1954 : Une auberge à Osaka (大阪の宿, Osaka no yado?) de Heinosuke Gosho